# آلبر شامپودره
آلبر شامپودره (فرانسوی: Albert Champoudry‎؛ ۸ مهٔ ۱۸۸۰ – ۲۳ ژوئن ۱۹۳۳) دونده دو ۵۰۰۰ متر تیمی اهل فرانسه بود.
وی همچنین برندهٔ جوایزی همچون لژیون دونور (شوالیه) شده‌است.